# NGC 525
NGC 525 (również PGC 5232 lub UGC 972) – galaktyka soczewkowata (S0), znajdująca się w gwiazdozbiorze Ryb. Odkrył ją Heinrich Louis d’Arrest 25 września 1862 roku.